# 湯姆·麥克林托克
湯姆·麥克林托克（英語：Tom McClintock；1956年7月10日—）是美国的一位政治人物。
自2009年開始，他是加利福尼亞州第四國會選區選出的聯邦眾議員。麥克林托克曾經參與2003年加州州長選舉的共和黨內初選。